# Inge Maria Grimm
Inge Maria Grimm-Hasslinger (* 3. September 1921 in Krems an der Donau; † Weihnachten 2018 in Wien) war eine österreichische Hörspiel- und Jugendliteraturautorin sowie Rundfunkredakteurin und -sprecherin. Sie schrieb über 50 Kinderbücher, in denen sie meist märchenhafte Elemente mit Bezügen zur Gegenwart verband.

## Leben
Grimm, Enkelin des Feldmarschallleutnant Josef Grimm von Hainfels (* 1853 in Asch; † 1946 in Sondershausen bei Erfurt durch Unfall) und Nichte des Malers Josef Hauptmann, wuchs in Prag auf, ebenda maturierte sie, studierte am Hochschulinstitut für Musik und darstellende Kunst und legte die Bühnenreifeprüfung ab. Als Heimatvertriebene kam sie 1945 nach Krems, wo sie bis 1956 lebte. 1957 wurde sie Mitarbeiterin der RAVAG und 1958 des ORF, dem sie bis 1984 angehörte.
2009 erhielt sie das Bundesverdienstkreuz am Bande der BRD.

## Publikationen
- Jörgl, Sepp und Poldl. Österreichischer Bundesverlag, Wien 1951.
- Das abenteuerliche Leben des Kleinen Grauen. mit Bildern von Wilfried Zeller-Zellenberg. Herder, Wien 1981.
- Es war einmal... Aus dem Leben der Märchenbrüder Jacob und Wilhelm Grimm. Herder, Wien/Freiburg/Basel 1985, ISBN 978-3-210-24809-7.
- Katrins Schneemann. Druckschrift. (Ab 6 J.) Carlsen, Hamburg 1990, ISBN 978-3-551-53264-0.
- Hexenbesen, und Geisterspass. Geschichten für Mutige. Tosa, Wien 1994, ISBN 978-3-85001-446-5.
- Herr Wodak und die Träume. Eine Geschichte von der Kampa. Edition Va Bene, Wien 2007, ISBN 978-3-85167-198-8.